# Nolana arenicola
Nolana arenicola är en potatisväxtart som beskrevs av Ivan Murray Johnston. Nolana arenicola ingår i släktet cymbalblommor, och familjen potatisväxter. Inga underarter finns listade i Catalogue of Life.